# Incidents aériens en Suisse de 1940
Seconde Guerre mondiale,
 Bataille de France
Batailles
- Drôle de guerre
- Évacuation des civils de la ligne Maginot
- Mobilisation
- Offensive de la Sarre
- Baie de Heligoland
- Incident de Mechelen
- Plan Jaune
- Plan Dyle
- Luxembourg
- Ében-Émael
- Hannut

- Sedan
- Dinant
- Monthermé
- Givet
- La Horgne
- Gembloux
- Flavion
- Louvain
- Charleroi

- Stonne
- Montcornet
- La Sambre
- Arras

- L'Escaut
- Amiens
- La Lys
- Massacre de Vinkt
- Boulogne-sur-Mer
- Calais
- Poche de Lille
- Massacre du Paradis
- Abbeville
- Dunkerque
- Capitulation belge

- L'Aisne
- L'Ailette
- Opération Paula
- l’Exode
- Pont-de-l'Arche
- Opération Cycle
- Opération Ariel

- Les Alpes
- Vallon du Seuil
- Bombardement de Toulon
- Opération Vado
- La Loire
- Saumur
- La vallée du Rhône
- Bombardements de Marseille
- Menton (Pont-Saint-Louis)
- Combats aériens en Suisse
- Armistice du 22 juin

Les incidents aériens en Suisse de 1940 sont un ensemble d’événements survenus durant le début de la Seconde Guerre mondiale ayant opposé les forces aériennes suisses à la Luftwaffe allemande entre le 10 mai 1940 et le 20 juin 1940, date où l’aviation suisse reçoit l’ordre de cessez-le-feu, ordre donné par le général et chef de l’armée Henri Guisan.

## Contexte historique: la bataille de France
Le 10 mai 1940, le Troisième Reich lance une grande offensive sur les Pays-Bas, la Belgique et la France dans ce qui sera appelé la « bataille de France ». Les Allemands souhaitent profiter de la faiblesse de la défense anti-aérienne et de la chasse française de Lyon et de Saint-Étienne en empruntant l’espace aérien suisse. Ce à quoi l’aviation suisse réagit par la destruction des avions allemands, bien que le pays reste officiellement neutre à la suite du traité signé le 20 mars 1815 au Congrès de Vienne marquant la neutralité perpétuelle de la Suisse. Durant cette période, en mai 1940, l’armée suisse effectue également une mobilisation générale où près de 450 000 hommes sont rassemblés afin de faire face à la possibilité d’une invasion allemande. La Suisse est donc décidée à défendre sa neutralité et sa souveraineté, coûte que coûte, même par la guerre.

## Chronologie des incidents

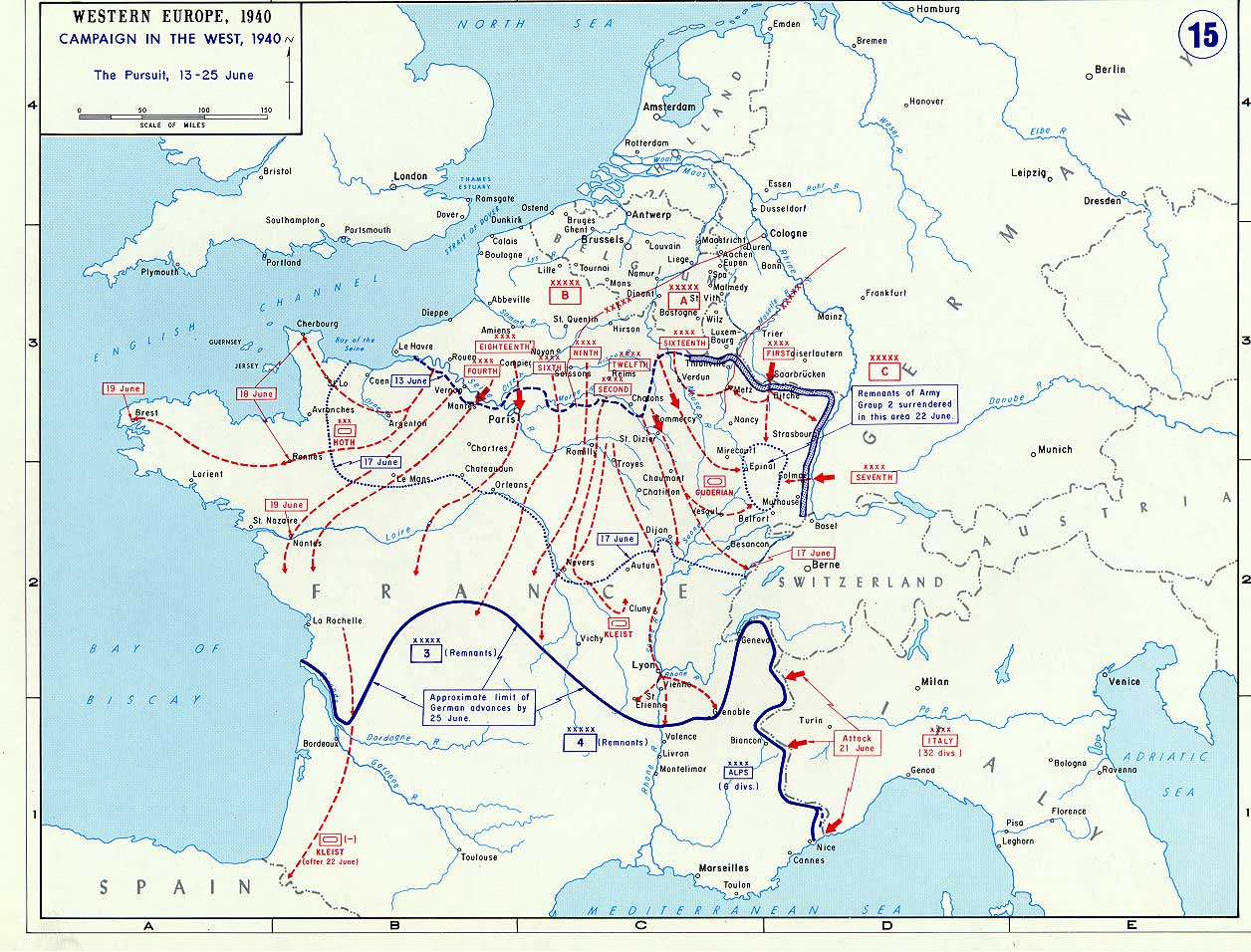
Théâtre des opérations lors de la bataille de France, mai-juin 1940.

Les premiers incidents ont lieu dès la fin de la « drôle de guerre », c’est-à-dire dès le 10 mai 1940 lors de l’offensive allemande sur le Benelux et la France. Entre cette date et le 17 juin 1940, 11 avions allemands au total sont détruits par l’aviation et la DCA suisse. Plus d’une centaine d’avions suisses (10 chasseurs Bf 109 D, 90 chasseurs Bf 109 E, achetés à l’Allemagne, ainsi que d’autres chasseurs Morane-Saulnier MS.406, construits sous licence suisse) sont utilisés contre la Luftwaffe. 
Les combats s’intensifient dès le 4 juin 1940, date qui marque la fin de la bataille de Dunkerque et la débâcle des armées alliées. En effet, Hermann Göring, commandant en chef de la Luftwaffe, souhaite donner une « correction à la Suisse », en engageant une trentaine de chasseurs lourds Me 110 qui entrent en conflit avec des Me 109E suisses au-dessus de La Chaux-de-Fonds et des Franches-Montagnes. Face à la détermination des pilotes suisses, pourtant en large infériorité numérique, les Allemands abandonnent l’engagement après avoir essuyé plusieurs pertes. De retour à Berlin, la nouvelle parvient jusqu’à Hitler qui met alors sous pression le gouvernement suisse, face à une éventuelle invasion du pays. 
En effet, le lendemain, le 5 juin 1940, l’Allemagne proteste diplomatiquement, menaçant clairement la Suisse, avant d’envoyer une seconde note le 19 juin 1940. Adolf Hitler est particulièrement furieux de voir de l’équipement allemand (Bf 109 D et Bf 109 E suisses) être utilisé contre les pilotes allemands, allant même jusqu’à déclarer que l’armée allemande répondra d’une « autre manière ». Le 20 juin 1940, le général Henri Guisan ordonne à l’armée suisse de cesser d’intercepter les avions allemands qui violent l’espace aérien suisse, mettant fin officiellement aux combats, alors que les postes de DCA restent toujours actifs en cas d’attaque de la part de la Luftwaffe (ou de la part de la Regia Aeronautica italienne).
Cette mesure restera en vigueur jusqu'à la fin de l'année 1943, date à partir de laquelle les bombardiers américains de l'US Army Air Force utilisent l'espace aérien suisse afin de bombarder des villes de l'Europe occupée, notamment des villes françaises de l'Est et du Nord, par exemple à Rouen du 30 mai au 5 juin 1944.

## Conséquences sur les relations germano-helvétiques

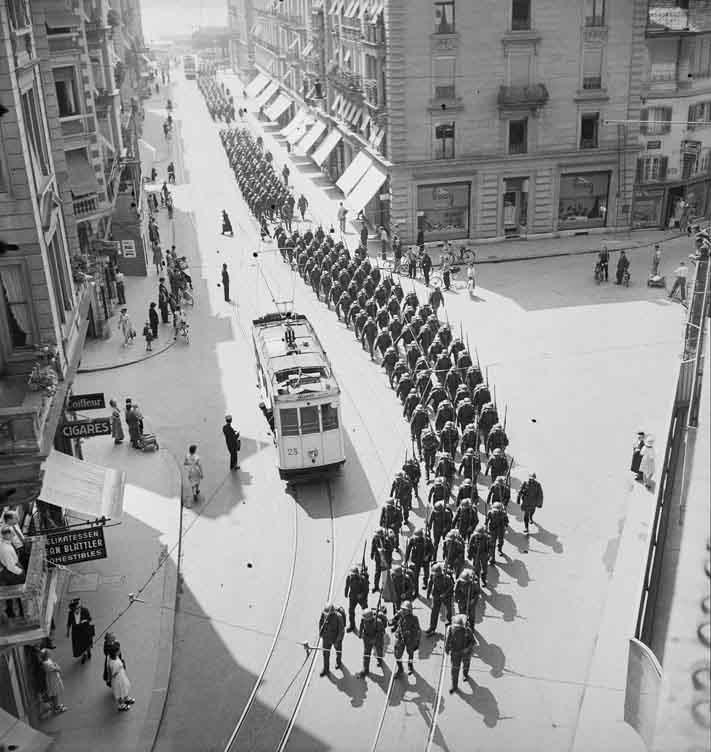
Soldats suisses près de Lucerne lors de la mobilisation, septembre 1943.

Ces incidents aériens détériorent les relations entre les deux pays, menant à une grave crise diplomatique. L’Oberkommando der Wehrmacht (OKW, haut-commandement allemand) élabore plusieurs plans d’invasion de la Suisse, notamment l’opération Tannenbaum, qui ne sera jamais mise en œuvre. Du côté suisse, le gouvernement réalise qu’il devient urgent de développer une politique de défense et d’autosuffisance, la Suisse étant entourée par des pays de l’Axe et craignant une invasion italo-allemande. Les fortifications présentes dans les Alpes, notamment le massif du Saint-Gothard, la région de Saint-Maurice, ainsi que celle de Sargans, sont renforcées. Plus de 21 000 ouvrages fortifiés sont construits au total par l’armée suisse durant tout le conflit, pour faire face à une éventuelle invasion.
À partir de 1941, la Suisse est progressivement démobilisée, pour atteindre finalement un effectif de 120 000 soldats, qui ont pour rôle de surveiller les frontières, l’état-major écartant la possibilité d’une attaque allemande à partir de 1943. Bien que la Suisse n’ait donc pas de rôle dans le dernier conflit mondial, elle est toutefois le théâtre d’opérations de sabotages menées par les Allemands, principalement dans l’arrière-pays montagneux où des aérodromes sont parfois sabotés par des parachutistes allemands. Durant l’invasion de la France, l’espace aérien suisse est violé pas moins de 197 fois au total par les pilotes allemands. L’aviation suisse aura perdu 2 appareils dans les combats : un avion de reconnaissance et un chasseur, constituant donc des pertes mineures par rapport aux pertes allemandes.

## Notes et références

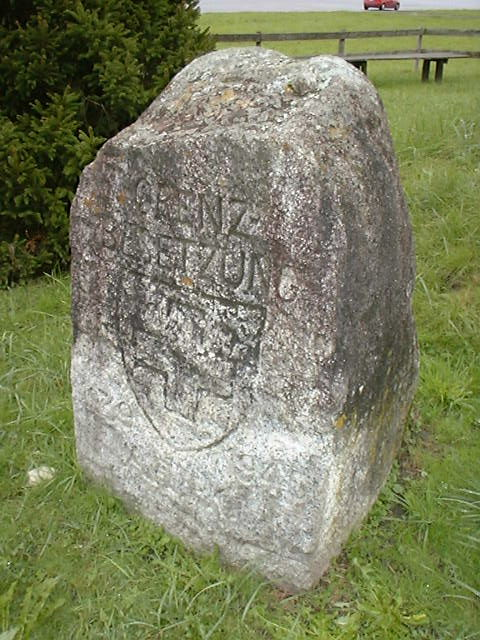
Borne frontière suisse érigée lors de la Seconde Guerre mondiale.